# 羅曼·庫圖佐夫
罗曼·弗拉基米羅維奇·库图佐夫（羅馬化：Roman Vladimirovich Kutuzov；1969年2月16日—2022年6月5日），綽號霧將（Туман），俄罗斯陆军少将。庫圖佐夫在2022年俄羅斯入侵烏克蘭中於盧甘斯克州波帕斯納區米科拉伊夫卡附近阵亡，死後被追授陆军中將。

## 生平
羅曼·庫圖佐夫在1969年2月16日或1979年生於弗拉基米爾州弗拉基米爾。庫圖佐夫就讀弗拉基米爾市第9學校，從軍後畢業於梁贊衛隊高級空降指揮學校。

## 事蹟
2002年至2012年，库图佐夫擔任上校，指挥俄罗斯空降兵第38近衛控制旅（军事单位编号 54164）。2009年，庫圖佐夫的照片被用於俄羅斯空降軍的徵兵海報之中。2017年，库图佐夫担任第五联合集团军代理司令。2019年担任第29集团军临时军长。2020年，库图佐夫担任第29集团军参谋长。
庫圖佐夫曾參與俄羅斯在敘利亞內戰的軍事介入，其被視為俄軍在敘利亞最權威和有才能的指揮官之一。

### 2022年俄羅斯入侵烏克蘭
库图佐夫以頓涅茨克人民共和國頓涅茨克人民軍第一军团的指挥官身份參與2022年俄羅斯入侵烏克蘭。盧甘斯克州州長謝爾蓋·蓋達伊表示，俄羅斯指揮官收到了「要麼在6月10日之前完全佔領北頓涅茨克，要麼完全切斷阿爾泰米夫斯克－利西昌斯克高速公路並將其控制」的任務。而庫圖佐夫收到「無論如何6月5日結束前佔領頓涅茨克州一個定居點」的任務，他命令第1和第100獨立的摩托化步兵旅的指揮官親自帶領部隊突襲烏克蘭陣地，但他們拒絕遵守命令。
庫圖佐夫的死因有兩個版本，在2022年6月5日北頓涅茨克戰役中，庫圖佐夫決定親自指揮了利西昌斯克附近的入侵行動，其指揮部隊侵入波帕斯納區尼古拉耶夫卡附近，打算控制阿爾泰米夫斯克－利西昌斯克高速公路，以切斷北頓涅茨克附近的烏克蘭軍隊。結果庫圖佐夫的部隊遭到烏克蘭第44獨立砲兵旅伏擊，庫圖佐夫在戰鬥中阵亡。另外一個版本是庫圖佐夫與俄羅斯聯邦總檢察長辦公室和調查委員會的工作人員在盧甘斯克會面後，一起前往咖啡館用膳，結果咖啡館爆炸，庫圖佐夫在爆炸中身亡。
而俄羅斯Telegram頻道《軍事線人》首先報導庫圖佐夫的死訊。庫圖佐夫的朋友，戰地記者亞歷山大·斯拉德科夫（Александр Сладков）在其個人Telegram頻道證實庫圖佐夫已死。
另外包括BBC、《紐約郵報》、CNN，均報導第29集團軍司令羅曼·別爾德尼科夫中將有可能與庫圖佐夫在同一戰鬥中一同陣亡，但消息未能證實。
庫圖佐夫於2022年6月7日以軍禮葬於莫斯科州梅季希區聯邦軍人紀念公墓。根據俄羅斯總統弗拉基米爾·普京發佈的總統令，庫圖佐夫少將被追授中將軍銜。

## 荣誉
根據俄羅斯總統弗拉基米爾·普京發佈的總統令，庫圖佐夫少將被追授俄羅斯聯邦英雄稱號。
- 俄羅斯聯邦英雄[6]
- 畢業徽章[23]
- 優秀跳傘者徽章[8]
- 库图佐夫勋章[17]
- 勇气勋章[17]
- 军功勋章[17]
- 榮譽勳章[23][12]
- 勇敢奖章[17]
- 朱可夫獎章[23]
- 加強戰鬥聯邦獎章[23]